# Navicular

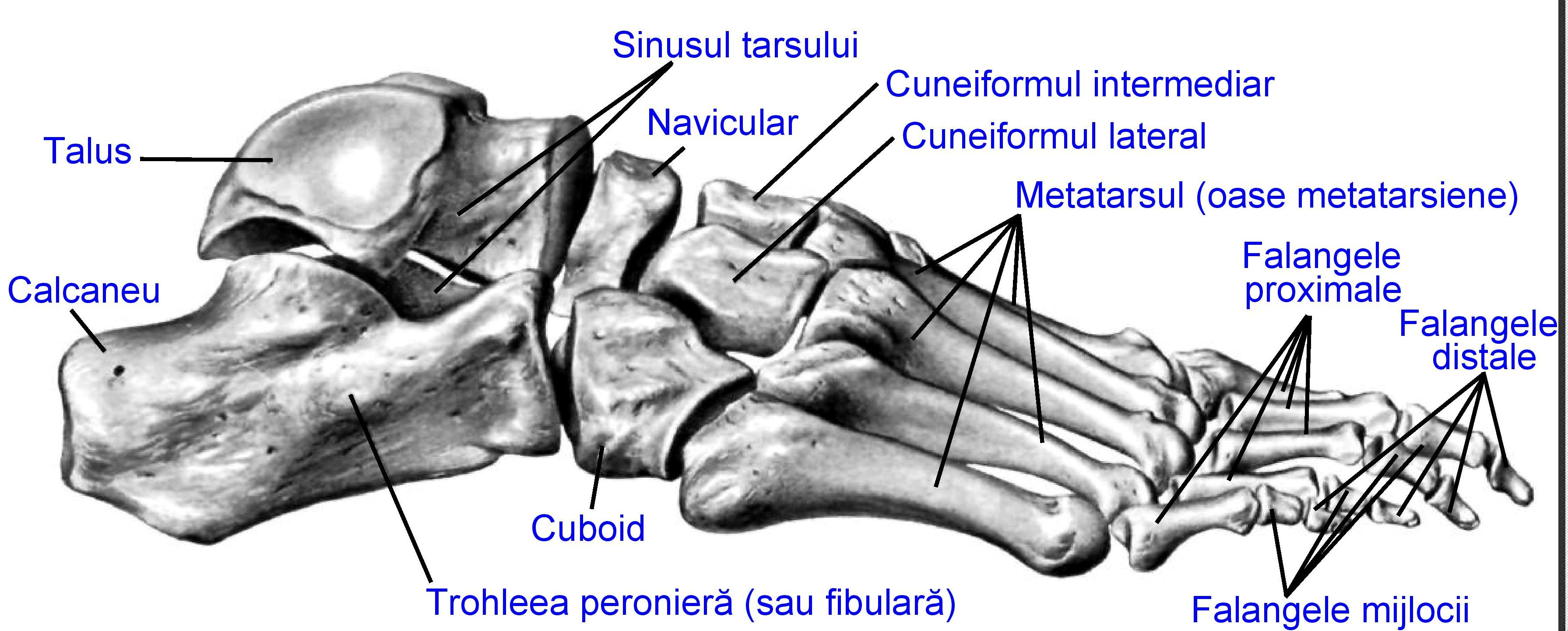
Oasele piciorului văzute lateral (după Sobotta's Atlas and Text-book of Human Anatomy 1909).

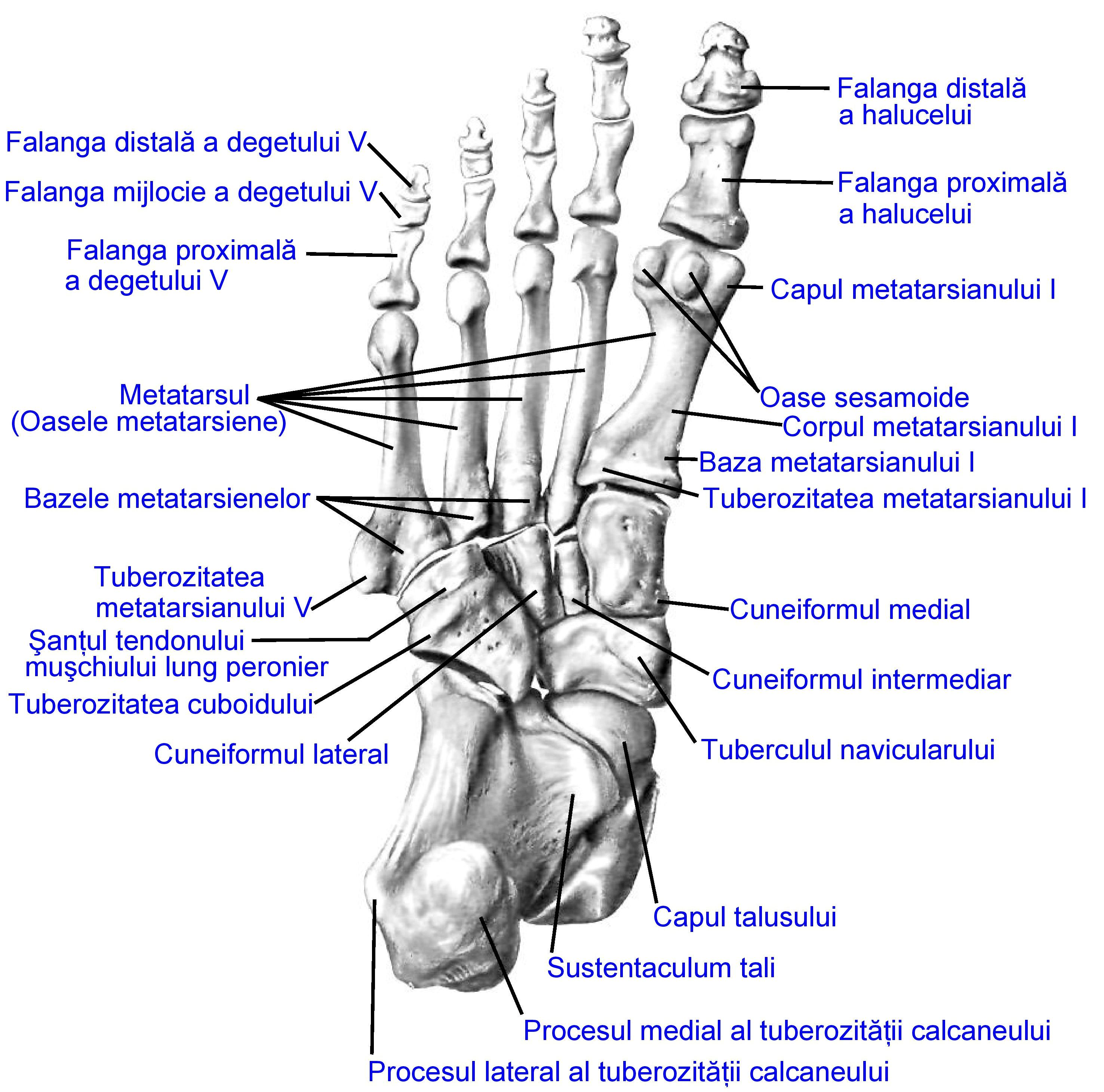
Scheletul piciorului. Fața plantară (după Sobotta's Atlas and Text-book of Human Anatomy 1909).

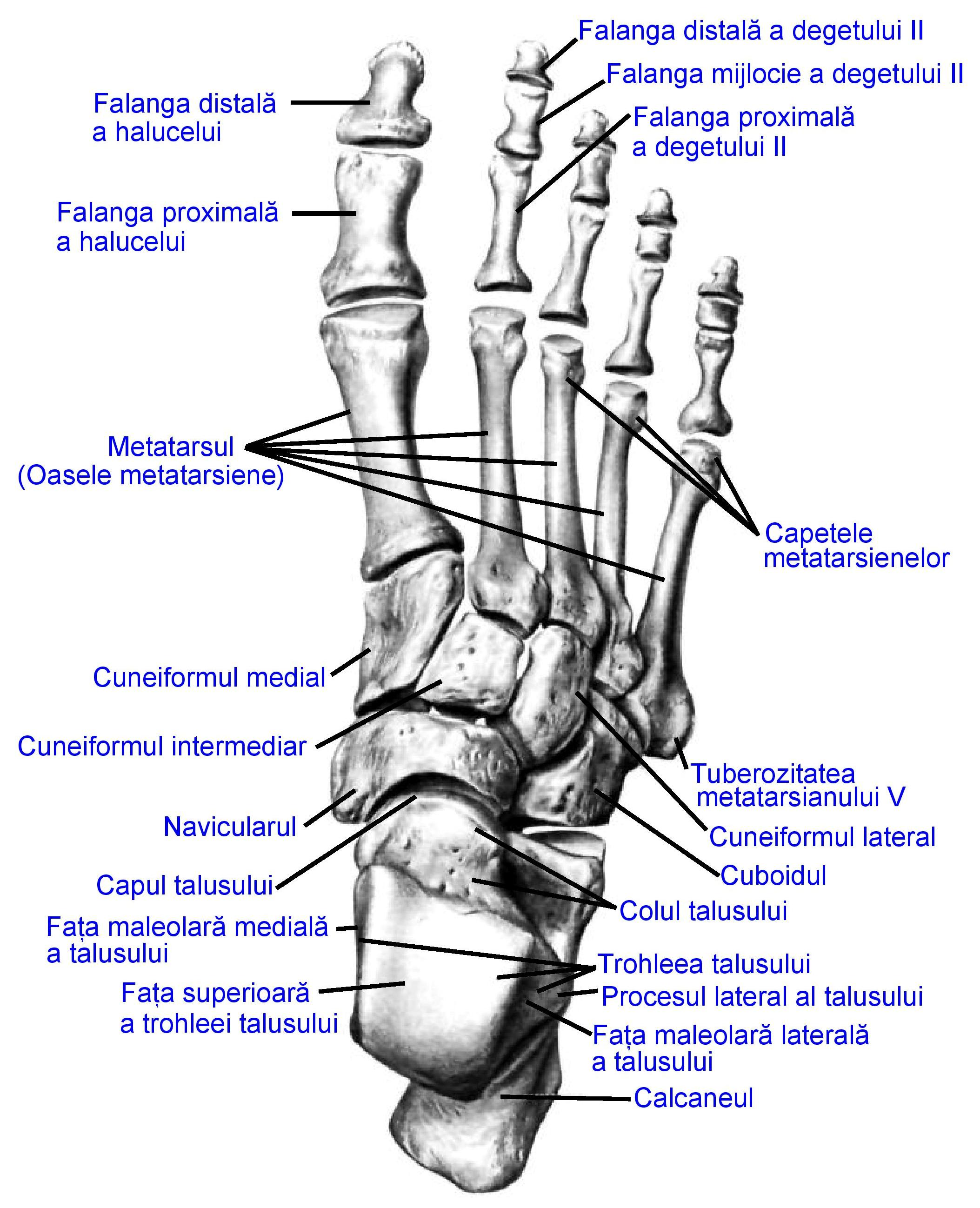
Scheletul piciorului. Fața dorsală (după Sobotta's Atlas and Text-book of Human Anatomy 1909).

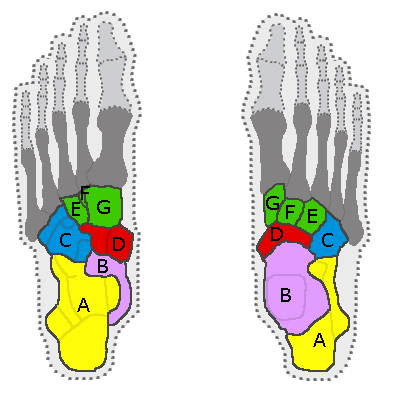
Oasele piciorului drept văzute de jos (în stânga) și văzute de sus (în dreapta)
7 oase care formează tarsul. A - Calcaneu. B - Talus. C - Cuboid. D - Navicular. E, F, G - Trei cuneiforme

Osul navicular sau navicularul, scafoidul piciorului, la om este un os scurt, turtit dinainte înapoi, situat în partea medială a piciorului între talus, cuboid și cele 3 oase cuneiforme; are 6 fețe (dorsală, anterioară, posterioară, plantară, medială, laterală).

Scafoidul este ovalar, alungit transversal, cu axul oblic în jos si medial, turtit antero-posterior, 
Scafoidul se află în rândul al doilea al tarsului. Fața lui posterioară este concavă (scobită în formă de navă, de unde și numele de navicular = de forma unei nave) și se articulează cu capul talusului. Fața anterioară este convexă, divizată prin două creste în trei fațete care se articulează cu cele trei oase cuneiforme. Fața dorsală (superioară) este nearticulară și convexă, iar cea plantară (inferioară) aproape plană. Pe fața plantară se află tuberozitatea osului navicular pe care se inseră tendonul mușchiului tibial posterior. Uneori tuberculul scafoidului poate fi un os separat.